# سن فابین
سن فابین (به اسپانیایی: San Fabián) یک شهرستان در شیلی است که در استان نوبل واقع شده‌است. سن فابین ۱٬۵۶۸٫۳ کیلومترمربع مساحت و ۳٬۷۸۰ نفر جمعیت دارد و ۴۷۷ متر بالاتر از سطح دریا واقع شده.